# Мисс мира 1973
Мисс Мира 1973 (англ. Miss World 1973) — 23-й ежегодный конкурс красоты, проходивший 23 ноября 1973 года в Альберт-холле, Лондон, Великобритания. В конкурсе участвовали 54 девушки. Победила Марджори Уоллес, представлявшая США.

## Результаты
| Награда        | Участницы |
| Мисс Мира 1973 | - США — Марджори Уоллес |
| 1-я вице-мисс  | - Филиппины — Эванджелин Паскуаль |
| 2-я вице-мисс  | - Ямайка — Патрисия Юэн |
| 3-я вице-мисс  | - Израиль — Chaja Katzir |
| 4-я вице-мисс  | - ЮАР — Шелли Лэтем |

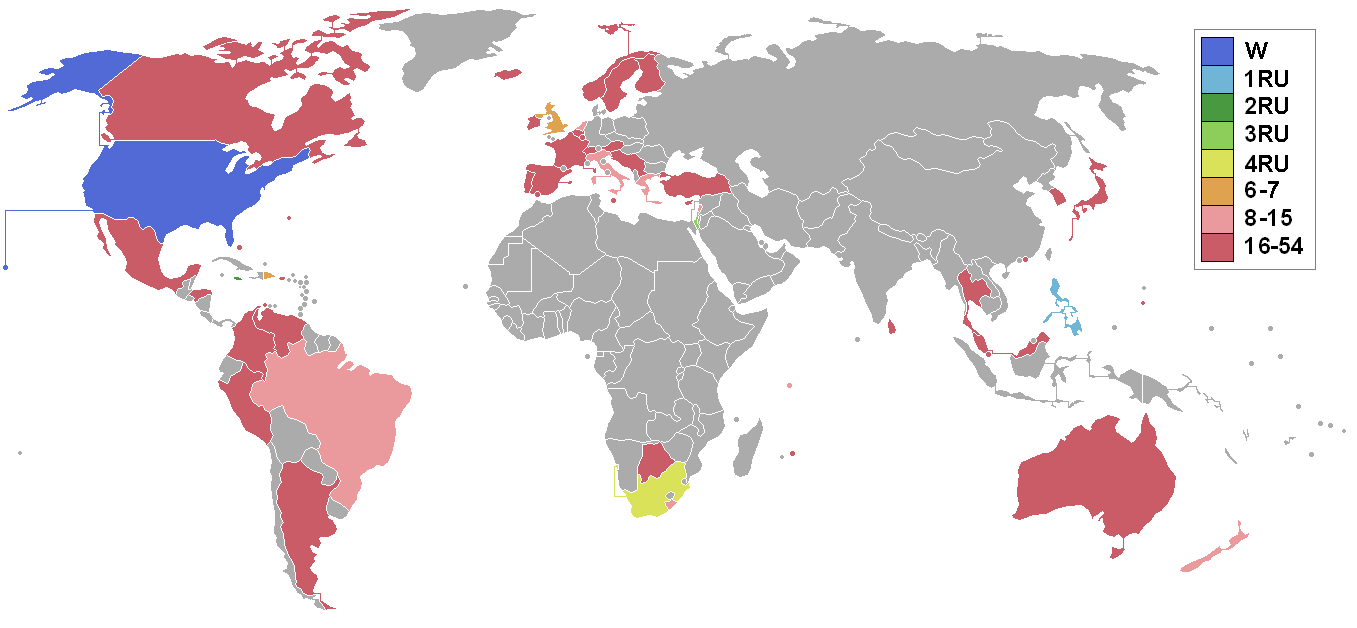
Страны-участницы конкурса «Мисс Мира» 1973 года

| 5-я вице-мисс  | - Доминиканская Республика — Клариса Дуарте Гарридо |
| 6-я вице-мисс  | - Великобритания — Вероника Энн Кросс |
| Полуфиналистки | - ЮАР — Эллен Питерс - Бразилия — Флоренс Альваренга - Греция — Катерина Пападимитриу - Нидерланды — Анна Мария Гроот - Италия — Marva Bartolucci - Ливан — Sylva Ohannessian - Новая Зеландия — Памела Кинг - Сейшельские Острова — June Gouthier |

### Специальные награды
| Награда          | Участницы                             |
| Miss Personality | - Сейшельские Острова — June Gouthier |
| Miss Photogenic  | - Нидерланды — Анна Мария Гроот       |

## Участницы
| - ЮАР — Эллен Питерс (Ellen Peters) - Аргентина — Беатрис Каллехон (Beatriz Callejón) - Нидерландские Антильские острова — Эдвина Диас (Edwina Diaz) - Австралия — Вирджиния Радинас (Virginia Radinas) - Австрия — Росвита Кобальд (Roswitha Kobald) - Багамские Острова — Дебора Луиза Айзекс (Deborah Louise Isaacs) - Бельгия — Кристиан Де Виш (Christiane De Visch) - Бермуды — Джуди Джой Ричардс (Judy Joy Richards) - Ботсвана — Присцилла Молефе (Priscilla Molefe) - Бразилия — Флоренс Альваренга (Florence Alvarenga) - Канада — Дебора Дьючарм (Deborah Anne Ducharme) - Колумбия — Эльза Мария Рамирес (Elsa María Springtube Ramírez) - Кипр — Деметра Хераклиду (Demetra Heraklidou) - Доминиканская Республика — Клариса Дуарте Гарридо (Clariza Duarte Garrido) - Финляндия — Сейя Мэкинен (Seija Mäkinen) - Франция — Изабель Крумакер (Isabelle Krumacker) - Гибралтар — Хосефина Родригес (Josephine Rodríguez) - Греция — Катерина Пападимитриу (Katerina Papadimitriou) - Гуам — Ширли Энн Бреннан (Shirley Ann Brennan) - Нидерланды — Анна Мария Гроот (Anna Maria Groot) - Гондурас — Belinda Handal - Гонконг — Judy Yung Chu-Dic - Исландия — Nína Breiðfjörd - Ирландия — Yvonne Costelloe - Израиль — Chaja Katzir - Италия — Marva Bartolucci - Ямайка — Патрисия Юэн (Patricia Teresa Yuen Leung) | - Япония — Keiko Matsunaga - Республика Корея — An Soon-young - Ливан — Sylva Ohannessian - Люксембург — Giselle Anita Nicole Azzeri - Малайзия — Narimah Mohd Yusoff - Мальта — Carmen Farrugia - Маврикий — Daisy Ombrasine - Мексика — Roxana Villares Moreno - Новая Зеландия — Памела Кинг (Pamela King) - Норвегия — Wenche Steen - Перу — Мэри Нуньес (Mary Núñez) - Филиппины — Эванджелин Паскуаль (Evangeline Luis Pascual) - Португалия — Мария Елена Перейра Мартинс (Maria Helene Pereira Martins) - Пуэрто-Рико — Милагрос Гарсия (Milagros García) - Сейшельские Острова — June Gouthier - Сингапур — Debra Josephine de Souza - ЮАР — Шелли Лэтем (Shelley Latham) - Испания — Mariona Russell - Шри-Ланка — Shiranthi Wickremesinghe - Швеция — Mercy Nilsson - Швейцария — Magda Lepori - Таиланд — Pornpit Sakornujiara - Турция — Beyhan Kiral - Великобритания — Вероника Энн Кросс (Veronica Ann Cross) - США — Марджори Уоллес (Marjorie Wallace) - Венесуэла — Эдикта Гарсия (Edicta de los Ángeles García Oporto) - Югославия — Atina Golubova |

## Заметки

### Вернулись
- Шри-Ланка последний раз участвовали в 1971 году как Цейлон. Ширанти Викремсинг, Мисс Шри-Ланка 1973 года, являлась первой леди Шри-Ланки, замужем за Президентом Шри-Ланки Махинда Раджапаксе.
- Перу последний раз участвовал в 1968 году.
- Колумбия и Ливан последний раз участвовали в 1970 году.
- Кипр, Корея и Люксембург последний раз участвовали в 1971 году.

### Историческое значение
Марджори Уоллес стала первой Мисс США, получившей титул Мисс Мира. Представительницы Соединенных Штатов ранее получали титул Первой Вице Мисс в 1954, 1955, 1956, 1965 и 1969 годах. Марджори Уоллес стала первой участницей, которую лишили титула в марте 1974 года, потому что она «была не в состоянии выполнить основные требования».

## Примечание
1. ↑  Pelling, Rowan. What's so wrong about being a beauty queen? The Daily Telegraph (13 июля 2015). Дата обращения: 23 января 2016. Архивировано 13 июня 2018 года.
2. ↑  The Southeast Missourian. Дата обращения: 26 января 2016. Архивировано 6 марта 2016 года.
3. ↑  The Pittsburgh Press. Дата обращения: 22 декабря 2019. Архивировано 8 марта 2016 года.
4. ↑  Eight beauty queens who met with controversy. The Telegraph. Архивировано 11 ноября 2012. Дата обращения: 29 апреля 2014.